# Porzecze Gruntowe
Porzecze Gruntowe (ukr.  Поріччя-Грунтове, Poriczczia-Hruntowe) – wieś na Ukrainie w rejonie lwowskim (wcześniej w rejonie gródeckim) obwodu lwowskiego.

## Historia
Dawniej część wsi Porzecze Zadwórne w powiecie rudeckim.